# Жак Вилнев
Жак Вилнев, син Жила Вилнева, био је возач Формуле 1 до 2006. године, светски првак за 1997. годину, као и првак Индикара 1995. и победник „500 миља Индијанаполиса“ за 1995. годину. Такво освајање троструке круне пошло је за руком још само Марију Андретију и Емерсону Фитипалдију. Вилнев је сада све своје напоре усмерио ка победи на „24 часа Ле Мана“, што је једини велики трофеј који му недостаје, а такву четвороструку круну нема нико.
У Формули 1 возио је за Вилијамс, БАР и Заубер, данас БМВ. Рођен је 9. априла 1971, Канађанин је и живи у Монаку. Као млађи, био је познат по свом ексцентричном изгледу и за њега су се везивали многи трачеви. Ожењен је, а поред ауто-мото спорта, бави се и музиком, планира да изда свој први албум.